# سد الدورات
سد الدورات هو سد يقع في الجماعة القروية كدانة بإقليم سطات، تم بناءه على وادي أم الربيع، والشروع في إستغلاله منذ سنة 1950.
يعتبر هذا السد من أهم السدود الكهرومائية على نهر أم الربيع، الموجهة لإنشاء الكهرباء والماء الصالح للشرب، يزود مدينة الجديدة والجرف الأصفر وسطات وبرشيد والدار البيضاء بالماء الصالح للشرب، كما يزود سطات والدار البيضاء بالكهرباء.
تتميز منطقة سد الدورات بتوفرها على تنوع جغرافي، يتوزع بين الأراضي المنبسطة الصالحة للزراعة حيث حقول الجلبان والفول والقمح والعنب والهضاب والجبال المنحدرة المحيطة والحامية لنهر أم الربيع، إلى جانب أشجار التين والزيتون. كما تتوفر المنطقة على إمكانيات طبيعية، يميزها جوها المعتدل ربيعا والحار صيفا، مما يؤهلها لإنشاء محطات سياحية تهتم بالسياحة التضامنية.
بحكم الطبيعة الخلابة في المنطقة، يثم إستغلال بعض الأماكن للسباحة في فصل الصيف و تمضية بعض من الأوقات من العطل في فصل الربيع ، و كذالك هناك المولعين بهواية صيد الأسماك بسد الدورات أو عدة أماكن على ضفاف نهر أم الرّبيع، غير أن السباحة فيه تسببت لعدة مرات في غرق الضحايا.